# رموز البلدان هـ-إ
هذه القائمة تضم رموز البلدان، للدول التي تبدأ بحرفي (H-I)

## هايتي
| أيزو 3166-1 رقمي 332                                         | أيزو 3166-1 حرفي-3 HTI                            | أيزو 3166-1 حرفي-2 HT                              | رمز مطار منظمة الطيران المدني الدولي بادئة(es) MT          |
| قائمة مفاتيح الهاتف لدول العالم +509                         | قائمة رموز بلدان اللجنة الأولمبية الدولية HAI     | النطاق الأعلى في ترميز الدولة .ht                  | منظمة الطيران المدني الدولي تسجيل الطائرات. بادئة (es) HH- |
| الهوية الدولية لمشترك الجوال رمز البلد في الهاتف المحمول 372 | قائمة رموز أعضاء حلف الناتو رمز من ثلاثة حروف HTI | قائمة رموز أعضاء حلف الناتو رمز من حرفين (قديم) HA | مكتبة الكونغرس مارك (نظام فهرسة) HT                        |
| أرقام الهوية البحرية 336                                     | قائمة رموز الاتحاد الدولي للاتصالات HTI           | رموز معايير معالجة المعلومات الفيدرالية HA         | رمز تسجيل المركبات الدولي RH                               |
| GTIN بادئة (es) —                                            | رمز برنامج الأمم المتحدة الإنمائي HAI             | المنظمة العالمية للأرصاد الجوية رمز البلد HA       | بادئة نداء الاتحاد الدولي للاتصالات 4VA-4VZ, HHA-HHZ       |

## جزيرة هيرد وجزر ماكدونالد
| أيزو 3166-1 رقمي 334                                         | أيزو 3166-1 حرفي-3 HMD                            | أيزو 3166-1 حرفي-2 HM                              | رمز مطار منظمة الطيران المدني الدولي بادئة(es) —           |
| قائمة مفاتيح الهاتف لدول العالم +672                         | قائمة رموز بلدان اللجنة الأولمبية الدولية —       | النطاق الأعلى في ترميز الدولة .hm                  | منظمة الطيران المدني الدولي تسجيل الطائرات. بادئة (es) VH- |
| الهوية الدولية لمشترك الجوال رمز البلد في الهاتف المحمول 505 | قائمة رموز أعضاء حلف الناتو رمز من ثلاثة حروف HMD | قائمة رموز أعضاء حلف الناتو رمز من حرفين (قديم) HM | مكتبة الكونغرس مارك (نظام فهرسة) HM                        |
| أرقام الهوية البحرية —                                       | قائمة رموز الاتحاد الدولي للاتصالات HMD           | رموز معايير معالجة المعلومات الفيدرالية HM         | رمز تسجيل المركبات الدولي —                                |
| GTIN بادئة (es) —                                            | رمز برنامج الأمم المتحدة الإنمائي —               | المنظمة العالمية للأرصاد الجوية رمز البلد —        | بادئة نداء الاتحاد الدولي للاتصالات —                      |

## هندوراس
| أيزو 3166-1 رقمي 340                                         | أيزو 3166-1 حرفي-3 HND                            | أيزو 3166-1 حرفي-2 HN                              | رمز مطار منظمة الطيران المدني الدولي بادئة(es) MH          |
| قائمة مفاتيح الهاتف لدول العالم +504                         | قائمة رموز بلدان اللجنة الأولمبية الدولية HON     | النطاق الأعلى في ترميز الدولة .hn                  | منظمة الطيران المدني الدولي تسجيل الطائرات. بادئة (es) HR- |
| الهوية الدولية لمشترك الجوال رمز البلد في الهاتف المحمول 708 | قائمة رموز أعضاء حلف الناتو رمز من ثلاثة حروف HND | قائمة رموز أعضاء حلف الناتو رمز من حرفين (قديم) HO | مكتبة الكونغرس مارك (نظام فهرسة) HO                        |
| أرقام الهوية البحرية 334                                     | قائمة رموز الاتحاد الدولي للاتصالات HND           | رموز معايير معالجة المعلومات الفيدرالية HO         | رمز تسجيل المركبات الدولي HN (unofficial)                  |
| GTIN بادئة (es) 742                                          | رمز برنامج الأمم المتحدة الإنمائي HON             | المنظمة العالمية للأرصاد الجوية رمز البلد HO       | بادئة نداء الاتحاد الدولي للاتصالات HQA-HRZ                |

## هونغ كونغ
| أيزو 3166-1 رقمي 344                                         | أيزو 3166-1 حرفي-3 HKG                            | أيزو 3166-1 حرفي-2 HK                              | رمز مطار منظمة الطيران المدني الدولي بادئة(es) VH                  |
| قائمة مفاتيح الهاتف لدول العالم +852                         | قائمة رموز بلدان اللجنة الأولمبية الدولية HKG     | النطاق الأعلى في ترميز الدولة .hk                  | منظمة الطيران المدني الدولي تسجيل الطائرات. بادئة (es) B-H/B-K/B-L |
| الهوية الدولية لمشترك الجوال رمز البلد في الهاتف المحمول 454 | قائمة رموز أعضاء حلف الناتو رمز من ثلاثة حروف HKG | قائمة رموز أعضاء حلف الناتو رمز من حرفين (قديم) HK | مكتبة الكونغرس مارك (نظام فهرسة) HK                                |
| أرقام الهوية البحرية 477                                     | قائمة رموز الاتحاد الدولي للاتصالات HKG           | رموز معايير معالجة المعلومات الفيدرالية HK         | رمز تسجيل المركبات الدولي HK (officially obsolete)                 |
| GTIN بادئة (es) 489                                          | رمز برنامج الأمم المتحدة الإنمائي HOK             | المنظمة العالمية للأرصاد الجوية رمز البلد HK       | بادئة نداء الاتحاد الدولي للاتصالات VRA-VRZ                        |

## المجر
| أيزو 3166-1 رقمي 348                                         | أيزو 3166-1 حرفي-3 HUN                            | أيزو 3166-1 حرفي-2 HU                              | رمز مطار منظمة الطيران المدني الدولي بادئة(es) LH          |
| قائمة مفاتيح الهاتف لدول العالم +36                          | قائمة رموز بلدان اللجنة الأولمبية الدولية HUN     | النطاق الأعلى في ترميز الدولة .hu                  | منظمة الطيران المدني الدولي تسجيل الطائرات. بادئة (es) HA- |
| الهوية الدولية لمشترك الجوال رمز البلد في الهاتف المحمول 216 | قائمة رموز أعضاء حلف الناتو رمز من ثلاثة حروف HUN | قائمة رموز أعضاء حلف الناتو رمز من حرفين (قديم) HU | مكتبة الكونغرس مارك (نظام فهرسة) HU                        |
| أرقام الهوية البحرية 243                                     | قائمة رموز الاتحاد الدولي للاتصالات HNG           | رموز معايير معالجة المعلومات الفيدرالية HU         | رمز تسجيل المركبات الدولي H                                |
| GTIN بادئة (es) 599                                          | رمز برنامج الأمم المتحدة الإنمائي HUN             | المنظمة العالمية للأرصاد الجوية رمز البلد HU       | بادئة نداء الاتحاد الدولي للاتصالات HAA-HGZ                |

## آيسلندا
| أيزو 3166-1 رقمي 352                                         | أيزو 3166-1 حرفي-3 ISL                            | أيزو 3166-1 حرفي-2 IS                              | رمز مطار منظمة الطيران المدني الدولي بادئة(es) BI          |
| قائمة مفاتيح الهاتف لدول العالم +354                         | قائمة رموز بلدان اللجنة الأولمبية الدولية ISL     | النطاق الأعلى في ترميز الدولة .is                  | منظمة الطيران المدني الدولي تسجيل الطائرات. بادئة (es) TF- |
| الهوية الدولية لمشترك الجوال رمز البلد في الهاتف المحمول 274 | قائمة رموز أعضاء حلف الناتو رمز من ثلاثة حروف ISL | قائمة رموز أعضاء حلف الناتو رمز من حرفين (قديم) IC | مكتبة الكونغرس مارك (نظام فهرسة) IC                        |
| أرقام الهوية البحرية 251                                     | قائمة رموز الاتحاد الدولي للاتصالات ISL           | رموز معايير معالجة المعلومات الفيدرالية IC         | رمز تسجيل المركبات الدولي IS                               |
| GTIN بادئة (es) 569                                          | رمز برنامج الأمم المتحدة الإنمائي ICE             | المنظمة العالمية للأرصاد الجوية رمز البلد IL       | بادئة نداء الاتحاد الدولي للاتصالات TFA-TFZ                |

## الهند
| أيزو 3166-1 رقمي 356                                         | أيزو 3166-1 حرفي-3 IND                            | أيزو 3166-1 حرفي-2 IN                              | رمز مطار منظمة الطيران المدني الدولي بادئة(es) VA, VE, VI, VO |
| قائمة مفاتيح الهاتف لدول العالم +91                          | قائمة رموز بلدان اللجنة الأولمبية الدولية IND     | النطاق الأعلى في ترميز الدولة .in                  | منظمة الطيران المدني الدولي تسجيل الطائرات. بادئة (es) VT-    |
| الهوية الدولية لمشترك الجوال رمز البلد في الهاتف المحمول 404 | قائمة رموز أعضاء حلف الناتو رمز من ثلاثة حروف IND | قائمة رموز أعضاء حلف الناتو رمز من حرفين (قديم) IN | مكتبة الكونغرس مارك (نظام فهرسة) II                           |
| أرقام الهوية البحرية 419                                     | قائمة رموز الاتحاد الدولي للاتصالات IND           | رموز معايير معالجة المعلومات الفيدرالية IN         | رمز تسجيل المركبات الدولي IND                                 |
| GTIN بادئة (es) 890                                          | رمز برنامج الأمم المتحدة الإنمائي IND             | المنظمة العالمية للأرصاد الجوية رمز البلد IN       | بادئة نداء الاتحاد الدولي للاتصالات 8TA-8YZ,ATA-AWZ,VTA-VWZ   |

## إندونيسيا
| أيزو 3166-1 رقمي 360                                         | أيزو 3166-1 حرفي-3 IDN                            | أيزو 3166-1 حرفي-2 ID                              | رمز مطار منظمة الطيران المدني الدولي بادئة(es) WA, WI                           |
| قائمة مفاتيح الهاتف لدول العالم +62                          | قائمة رموز بلدان اللجنة الأولمبية الدولية INA     | النطاق الأعلى في ترميز الدولة .id                  | منظمة الطيران المدني الدولي تسجيل الطائرات. بادئة (es) PK-                      |
| الهوية الدولية لمشترك الجوال رمز البلد في الهاتف المحمول 510 | قائمة رموز أعضاء حلف الناتو رمز من ثلاثة حروف IDN | قائمة رموز أعضاء حلف الناتو رمز من حرفين (قديم) ID | مكتبة الكونغرس مارك (نظام فهرسة) IO                                             |
| أرقام الهوية البحرية 525                                     | قائمة رموز الاتحاد الدولي للاتصالات INS           | رموز معايير معالجة المعلومات الفيدرالية ID         | رمز تسجيل المركبات الدولي RI                                                    |
| GTIN بادئة (es) 899                                          | رمز برنامج الأمم المتحدة الإنمائي INS             | المنظمة العالمية للأرصاد الجوية رمز البلد ID       | بادئة نداء الاتحاد الدولي للاتصالات 7AA-7IZ, 8AA-8IZ, JZA-JZZ, PKA-POZ, YBA-YHZ |

## إيران
| أيزو 3166-1 رقمي 364                                         | أيزو 3166-1 حرفي-3 IRN                            | أيزو 3166-1 حرفي-2 IR                              | رمز مطار منظمة الطيران المدني الدولي بادئة(es) OI          |
| قائمة مفاتيح الهاتف لدول العالم +98                          | قائمة رموز بلدان اللجنة الأولمبية الدولية IRI     | النطاق الأعلى في ترميز الدولة .ir                  | منظمة الطيران المدني الدولي تسجيل الطائرات. بادئة (es) EP- |
| الهوية الدولية لمشترك الجوال رمز البلد في الهاتف المحمول 432 | قائمة رموز أعضاء حلف الناتو رمز من ثلاثة حروف IRN | قائمة رموز أعضاء حلف الناتو رمز من حرفين (قديم) IR | مكتبة الكونغرس مارك (نظام فهرسة) IR                        |
| أرقام الهوية البحرية 422                                     | قائمة رموز الاتحاد الدولي للاتصالات IRN           | رموز معايير معالجة المعلومات الفيدرالية IR         | رمز تسجيل المركبات الدولي IR                               |
| GTIN بادئة (es) 626                                          | رمز برنامج الأمم المتحدة الإنمائي IRA             | المنظمة العالمية للأرصاد الجوية رمز البلد IR       | بادئة نداء الاتحاد الدولي للاتصالات 9BA-9DZ, EPA-EQZ       |

## العراق
| أيزو 3166-1 رقمي 368                                         | أيزو 3166-1 حرفي-3 IRQ                            | أيزو 3166-1 حرفي-2 IQ                              | رمز مطار منظمة الطيران المدني الدولي بادئة(es) OR          |
| قائمة مفاتيح الهاتف لدول العالم +964                         | قائمة رموز بلدان اللجنة الأولمبية الدولية IRQ     | النطاق الأعلى في ترميز الدولة .iq                  | منظمة الطيران المدني الدولي تسجيل الطائرات. بادئة (es) YI- |
| الهوية الدولية لمشترك الجوال رمز البلد في الهاتف المحمول 418 | قائمة رموز أعضاء حلف الناتو رمز من ثلاثة حروف IRQ | قائمة رموز أعضاء حلف الناتو رمز من حرفين (قديم) IZ | مكتبة الكونغرس مارك (نظام فهرسة) IQ                        |
| أرقام الهوية البحرية 425                                     | قائمة رموز الاتحاد الدولي للاتصالات IRQ           | رموز معايير معالجة المعلومات الفيدرالية IZ         | رمز تسجيل المركبات الدولي IRQ                              |
| GTIN بادئة (es) —                                            | رمز برنامج الأمم المتحدة الإنمائي IRQ             | المنظمة العالمية للأرصاد الجوية رمز البلد IQ       | بادئة نداء الاتحاد الدولي للاتصالات HNA-HNZ, YIA-YIZ       |

## جمهورية أيرلندا
| أيزو 3166-1 رقمي 372                                         | أيزو 3166-1 حرفي-3 IRL                            | أيزو 3166-1 حرفي-2 IE                              | رمز مطار منظمة الطيران المدني الدولي بادئة(es) EI          |
| قائمة مفاتيح الهاتف لدول العالم +353                         | قائمة رموز بلدان اللجنة الأولمبية الدولية IRL     | النطاق الأعلى في ترميز الدولة .ie                  | منظمة الطيران المدني الدولي تسجيل الطائرات. بادئة (es) EI- |
| الهوية الدولية لمشترك الجوال رمز البلد في الهاتف المحمول 272 | قائمة رموز أعضاء حلف الناتو رمز من ثلاثة حروف IRL | قائمة رموز أعضاء حلف الناتو رمز من حرفين (قديم) EI | مكتبة الكونغرس مارك (نظام فهرسة) IE                        |
| أرقام الهوية البحرية 250                                     | قائمة رموز الاتحاد الدولي للاتصالات IRL           | رموز معايير معالجة المعلومات الفيدرالية EI         | رمز تسجيل المركبات الدولي IRL                              |
| GTIN بادئة (es) 539                                          | رمز برنامج الأمم المتحدة الإنمائي IRE             | المنظمة العالمية للأرصاد الجوية رمز البلد IE       | بادئة نداء الاتحاد الدولي للاتصالات EIA-EJZ                |

## إسرائيل
| أيزو 3166-1 رقمي 376                                         | أيزو 3166-1 حرفي-3 ISR                            | أيزو 3166-1 حرفي-2 IL                              | رمز مطار منظمة الطيران المدني الدولي بادئة(es) LL          |
| قائمة مفاتيح الهاتف لدول العالم +972                         | قائمة رموز بلدان اللجنة الأولمبية الدولية ISR     | النطاق الأعلى في ترميز الدولة .il                  | منظمة الطيران المدني الدولي تسجيل الطائرات. بادئة (es) 4X- |
| الهوية الدولية لمشترك الجوال رمز البلد في الهاتف المحمول 425 | قائمة رموز أعضاء حلف الناتو رمز من ثلاثة حروف ISR | قائمة رموز أعضاء حلف الناتو رمز من حرفين (قديم) IS | مكتبة الكونغرس مارك (نظام فهرسة) IS                        |
| أرقام الهوية البحرية 428                                     | قائمة رموز الاتحاد الدولي للاتصالات ISR           | رموز معايير معالجة المعلومات الفيدرالية IS         | رمز تسجيل المركبات الدولي IL                               |
| GTIN بادئة (es) 729                                          | رمز برنامج الأمم المتحدة الإنمائي ISR             | المنظمة العالمية للأرصاد الجوية رمز البلد IS       | بادئة نداء الاتحاد الدولي للاتصالات 4XA-4XZ, 4ZA,4ZZ       |

## إيطاليا
| أيزو 3166-1 رقمي 380                                         | أيزو 3166-1 حرفي-3 ITA                            | أيزو 3166-1 حرفي-2 IT                              | رمز مطار منظمة الطيران المدني الدولي بادئة(es) LI         |
| قائمة مفاتيح الهاتف لدول العالم +39                          | قائمة رموز بلدان اللجنة الأولمبية الدولية ITA     | النطاق الأعلى في ترميز الدولة .it                  | منظمة الطيران المدني الدولي تسجيل الطائرات. بادئة (es) I- |
| الهوية الدولية لمشترك الجوال رمز البلد في الهاتف المحمول 222 | قائمة رموز أعضاء حلف الناتو رمز من ثلاثة حروف ITA | قائمة رموز أعضاء حلف الناتو رمز من حرفين (قديم) IT | مكتبة الكونغرس مارك (نظام فهرسة) IT                       |
| أرقام الهوية البحرية 247                                     | قائمة رموز الاتحاد الدولي للاتصالات I             | رموز معايير معالجة المعلومات الفيدرالية IT         | رمز تسجيل المركبات الدولي I                               |
| GTIN بادئة (es) 800-839                                      | رمز برنامج الأمم المتحدة الإنمائي ITA             | المنظمة العالمية للأرصاد الجوية رمز البلد IY       | بادئة نداء الاتحاد الدولي للاتصالات IAA-IZZ               |

## ساحل العاج
| أيزو 3166-1 رقمي 384                                         | أيزو 3166-1 حرفي-3 CIV                            | أيزو 3166-1 حرفي-2 CI                              | رمز مطار منظمة الطيران المدني الدولي بادئة(es) DI          |
| قائمة مفاتيح الهاتف لدول العالم +225                         | قائمة رموز بلدان اللجنة الأولمبية الدولية CIV     | النطاق الأعلى في ترميز الدولة .ci                  | منظمة الطيران المدني الدولي تسجيل الطائرات. بادئة (es) TU- |
| الهوية الدولية لمشترك الجوال رمز البلد في الهاتف المحمول 612 | قائمة رموز أعضاء حلف الناتو رمز من ثلاثة حروف CIV | قائمة رموز أعضاء حلف الناتو رمز من حرفين (قديم) IV | مكتبة الكونغرس مارك (نظام فهرسة) IV                        |
| أرقام الهوية البحرية 619                                     | قائمة رموز الاتحاد الدولي للاتصالات CTI           | رموز معايير معالجة المعلومات الفيدرالية IV         | رمز تسجيل المركبات الدولي CI                               |
| GTIN بادئة (es) —                                            | رمز برنامج الأمم المتحدة الإنمائي IVC             | المنظمة العالمية للأرصاد الجوية رمز البلد IV       | بادئة نداء الاتحاد الدولي للاتصالات TUA-TUZ                |